# Străoști (okręg Prahova)
Străoști – wieś w Rumunii, w okręgu Prahova, w gminie Iordăcheanu. W 2011 roku liczyła 306 mieszkańców.